# Trattato del Little Arkansas
Il Trattato del Little Arkansas era un insieme di trattati firmati tra gli Stati Uniti d'America e Kiowa, Comanche, Apache delle pianure, Cheyenne del sud e Arapaho del sud a Little Arkansas River, Kansas, nell'ottobre 1865. Il 14 e 18 ottobre 1865 gli Stati Uniti e tutte le principali tribù degli indiani delle pianure firmarono un trattato sul fiume Little Arkansas, che divenne noto come Trattato del Little Arkansas. È degno di nota il fatto che durò meno di due anni; le riserve che erano sate promesse agli indiani delle pianure non vennero mai create, e vennero ridotte del 90%, diciotto mesi dopo, nel Trattato di Medicine Lodge.
Il trattato completo si trova online.

## La guerra civile
La guerra civile stava finendo e l'Unione non voleva dover tenere centinaia di migliaia di uomini sotto le armi per difendere gli immigrati dagli attacchi indiani. Pertanto il governo inviò commissari altamente rispettati alle tribù delle pianure e chiese loro di incontrarsi e parlare di pace.

## Presenti capi e commissari
Tra i leader nativi americani presenti c'erano i capi Pentola Nera e Sette Tori (Cheyenne), Piccolo Corvo e Grande Bocca (Comanche), Povero Orso, Vecchio Pazzo e Corvo (Apache), Piccolo Corvo e Tempesta (Arapaho), Satanta e Satank (Kiowa). Commissari federali di grande prestigio tra gli indiani erano il generale Harney, il colonnello Leavenworth, Kit Carson e William Bent.
Per gli Stati Uniti, i firmatari del trattato furono:
- John B. Sanborn
- William S. Harney
- James Steele
- William Bent
- Kit Carson
- Thomas Murphy
- Col. J.H. Leavenworth

Commissari da parte degli Stati Uniti.
Per i nativi americani, i firmatari del trattato furono:
- Kou-zhon-ta-co, o Povero Orso, capo delegazione, che firmò con una x.
- Ba-zhe-ech, o Camicia di Ferro, che firmò con una x.
- Az-che-om-a-te-ne, o Vecchio Pazzo, capo, che firmò con una x.
- Karn-tin-ta, o Corvo, capo, che firmò con una x.
- Mah-vip-pah, o Manica del Lupo, capo, che firmò con una x.
- Nahn-tan, o Il Capo, che firmò con una x.

Da parte dei Kiowa-Apaches (o Apaches delle pianure).
- Moke-ta-ve-to, o Pentola Nera, capo delegazione, che firmò con una x.
- Oh-to-ah-ne-so-to-wheo, o Sette Tori, capo, che firmò con una x.
- Hark-kah-o-me, o Piccolo Vestito, capo, che firmò con una x.
- Moke-tah-vo-ve-ho, o Uomo Bianco e Nero, capo, che firmò con una x.
- Mun-a-men-ek, o Testa d'Aquila, capo, che firmò con una x.
- O-to-ah-nis-to, o Toro che Sente, capo, che firmò con una x.

Da parte dei Cheyenne.
- Oh-has-tee, o Piccolo Corvo, capo delegazione, che firmò con una x.
- Oh-hah-mah-hah, o Tempesta, capo, che firmò con una x.
- Pah-uf-pah-top, o Grande bocca, capo, che firmò con una x.
- Ah-cra-ka-tau-nah, o Lupo Maculato, capo, che firmò con una x.
- Ah-nah-wat-tan, o Uomo Nero, capo, che firmò con una x.
- Nah-a-nah-cha, Capo di Tutti, capo, che firmò con una x.
- Chi-e-nuk, o Bisaccia, capo, che firmò con una x.

Da parte degli Arapaho.
- Tab-e-nan-i-kah, o Sol Levante, capo di Yampirica, o banda dei Camanches dei Mangiatori di radici, per le bande di Paddy-*Wah-say-mer e Ho-to-yo-koh-wat, che firmò con una x.
- Esh-e-tave-pa-rah, o Bambina, capo della banda Yampirica di Camanches, che firmò con una x.
- A-sha-hab-beet, o Via Lattea, capo Penne-taha, o banda dei Camanches dei Mangiatori di Zucchero, e per Co-che-te-ka, o banda dei Mangiatori di bufali, che firmò con una x.
- Queen-ah-e-vah, o Aquila Bevitrice, capo della banda di No-co-nee o Go-about di Camanches, che firmò con una x.
- Ta-ha-yer-quoip, o Dorso di Cavallo, secondo capo della banda No-co-nee o Go-about di Camanches, che firmò con una x.
- Pocha-naw-quoip, o Bufalo Gobbo, terzo capo dei Pennetaka, o Mangiatore di Zucchero dei Camanches, che firmò con una x.
- Ho-to-yo-koh-wot, o Sopra i Tumuli, capo della banda Yampirica, che firmò con una x.
- Parry-wah-say-mer, o Dieci Orsi, capo della banda Yampirica, che firmò con una x.
- Bo-yah-wah-to-yeh-be, o Montagna di Ferro, capo della banda Yampirica di Camanches, che firmò con una x.
- Bo-wah-quas-suh, o Camicia di Ferro, capo della banda De-na-vi, o banda dei Mangiatori di Fegato dei Camanches, che firmò con una x.
- To-sa-wi, o Spilla d'Argento, capo della banda Pennetaka di Camanches, che firmò con una x.

Da parte dei Comanche.
- Queil-park [recte: Gui-pah-gho], o Lupo Solitario, che firmò con una x.
- Wah-toh-konk, o Aquila Nera, che firmò con una x.
- Zip-ki-yah, o Grande Arco, che firmò con una x.
- Sa-tan-ta, o Orso Bianco, che firmò con una x.
- Ton-a-en-ko, o Aquila che Calcia, iche firmò con una x.
- Settem-ka-yah, o Orso che Investe un Uomo, (riportato anche come *Sa-tim-gear, o Orso Inciampante) Bear Runs over a Man
- Kaw-pe-ah, o Lancia Piumata, Bear Runs over a Man
- To-hau-son, o Piccola Montagna, Bear Runs over a Man
- Sa-tank, o Orso Seduto, Bear Runs over a Man
- Pawnee, o Povero Uomo, Bear Runs over a Man
- Ta-ki-bull, o Sottosella Puzzolente, Stinking Saddle Cloth
- Sit-par-ga, o Un Orso, capo, Stinking Saddle Cloth

Da parte dei Kiowa.

## Quello che volevano entrambe le parti
I rappresentanti bianchi volevano la pace, il traffico indisturbato sul sentiero di Santa Fe e la limitazione del territorio indiano. Gli indiani chiesero terreni di caccia illimitati e riparazioni per il Massacro di Sand Creek che decimò la banda di Pentola Nera. I trattati stipulati davano agli indiani riserve a sud dell'Arkansas, li escludevano a nord fino al Platte e proclamavano la pace. Diversi prigionieri bianchi furono rilasciati, tra cui una donna e quattro bambini del Texas, la famiglia Box, presi da un gruppo di guerra sotto Satanta.

## In seguito
Questo fu uno dei trattati di più breve durata della storia. Nessuna delle sue disposizioni principali venne attuata. Entrambe le parti accusarono l'atra di violazioni e la guerra continuò fino al trattato di Medicine Lodge del 1867. Esiste un monumento, a 1,6 km a ovest del fiume Little Arkansas, nel Council Grounds, in Kansas, a commemorazione del Trattato.